# Русско-американский телеграф

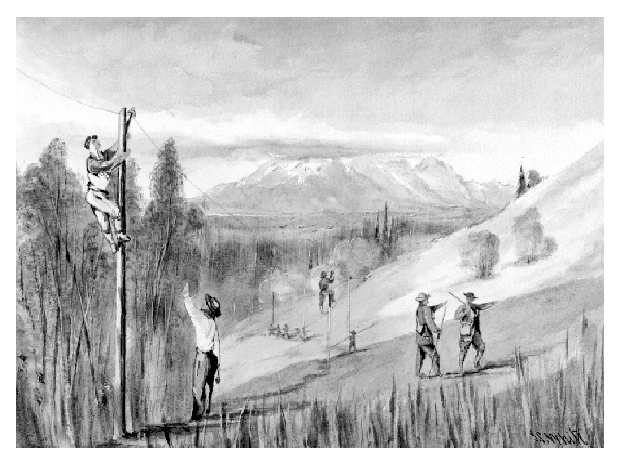
Рабочие на строительстве телеграфной линии «Collins Overland».

Проект «Русско-американский телеграф», также известный как «Western Union Telegraph Expedition» и «Collins Overland Telegraph» — предприятие с бюджетом 3 млн долларов, принадлежавшее американской компании Western Union Telegraph Company в 1865—1867 годах по прокладке электрической телеграфной линии от Сан-Франциско, Калифорния, до Москвы, Россия.
Путь прокладки телеграфа должен был пройти маршрутом от Калифорнии через Орегон, территорию Вашингтон, Британскую Колумбию, русскую Аляску, под Беринговым морем и затем через Сибирь в Москву, таким образом, создавая возможность коммуникации с Европой.
Проект был закрыт в 1867 году, так как «Русско-американский телеграф» сочли экономическим провалом. 

## Перри Коллинс и Сайрус Уэст Филд

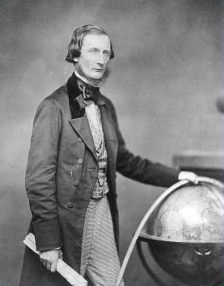
Сайрус Уэст Филд (1858)

К 1861 году компания Western Union Telegraph Company соединила территории от востока до запада Соединённых Штатов Америки. Единственным на тот момент вызовом оставалось соединить Северную Америку с остальным миром.
Впервые с этим вызовом столкнулась компания Atlantic Telegraph Company, одним из основателей которой являлся Сайрус Уэст Филд, которая 5 августа 1858 года закончила прокладку первого подводного кабеля через Атлантический океан. Кабель по дну океана тянули крупнейшие на тот момент военные корабли Великобритании и США — «Агамемнон» и «Ниагара». 16 августа английская королева Виктория направила американскому президенту Джеймсу Бьюкенену первую трансатлантическую телеграмму:

Её Величество желает поздравить президента с успешным завершением этого великого международного проекта, к которому Королева проявляла глубокий интерес.
 Однако мероприятие потерпело провал из-за разрыва кабеля, попытки починить который не увенчались успехом. Между тем, предприниматель Перри Коллинс посетил Россию и обратил внимание на то, что страна достигала определённых успехов в расширении телеграфной сети в восточном направлении от Москвы в Сибирь. К моменту возвращения в Соединённые Штаты Америки Коллинс обратился к Хайраму Сибли, главе Western Union Telegraph Company, с идеей создания сухопутной телеграфной линии, которую планировалось проложить через северо-западные штаты, Британскую Колумбию и Русскую Аляску. Они вместе продвигали идею и обрели серьёзную поддержку в США, Великобритании и России.

## Подготовка

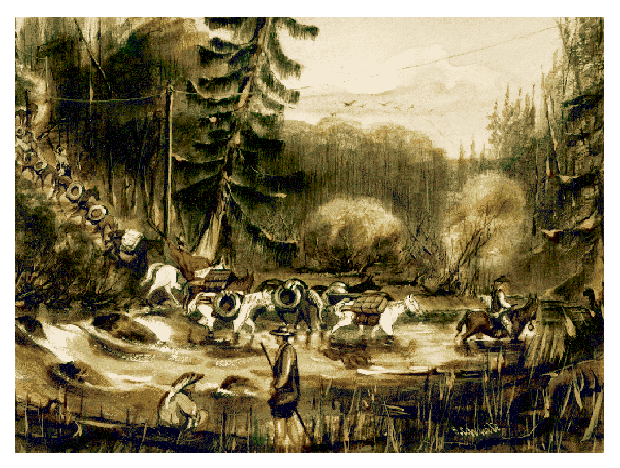

1 июня 1864 года, Президент США Авраам Линкольн предоставил компании право прохода через коридор от Сан-Франциско до границ Британской Колумбии и передал в пользование пароход Saginaw, приписанный к ВМС США. Судна George S. Wright и печально известный Nightingale, прежде перевозивший рабов, были также переданы в пользование компании вместе с флотом лодок и шхун.
Управлять проектом строительства Коллинс пригласил полковника Чарльза Балкли, бывшего ранее Управляющим военными телеграфными сетями. Будучи бывшим военным, Балкли разделил бригады на «рабочие дивизии» и «инженерные корпуса».
Эдвард Конвей был назначен главой по управлению сегментами проекта на территории Америки и Британской Колумбии. Франклин Поуп находился в подчинени Конвея и отвечал за освоение Британской Колумбии. Проектом по освоению Русской Америки руководил смитсоновский натуралист Роберт Кенникотт. В Сибири работами по строительству и освоению территории руководил русский аристократ Серж Абаса. У него в подчинении были Коллинс Макрей, Джордж Кеннан и Дж. Махуд.
Команды по освоению и строительству были разделены на группы: одна из них была в Британской Колумбии; вторая работала в окрестностях реки Юкон и залива Нортон-Саунд со штаб-квартирой в Сент-Майкле, Аляска; третья работала вдоль реки Амур в Сибири; четвёртая группа в составе 40 человек была направлена в Порт-Кларенс для постройки линии, которая должна была пройти под Беринговым проливом в Сибирь.

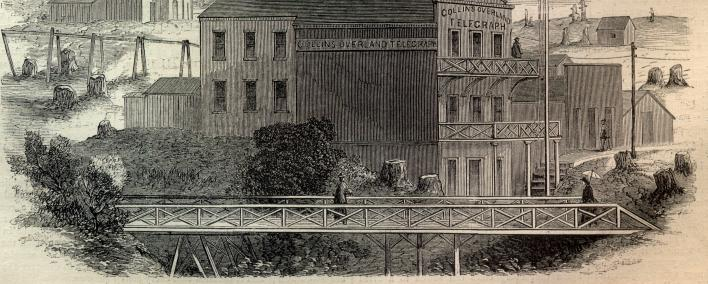
Collins Overland Telegraph Terminal в Нью-Вестминстере, Британская Колумбия

Колония Британская Колумбия оказывала всяческую поддержку данному проекту, давая разрешение на транспортировку строительных материалов без налогов и сборов. Изыскания в Британской Колумбии начались задолго до того, как телеграфная сеть достигла Нью-Вестминстера 21 марта 1865 года. Эдвард Конвей посетил Хоуп и был шокирован непригодностью местности для какого бы то ни было строительства. В ответ на опасения Конвея правительство Британской Колумбии согласилось построить дорогу от Нью-Вестминстера до Йеля, где бы она пересеклась с новопостроенной Карибу-роуд. Компании оставалось только протянуть провода вдоль дороги.

## Путь через Русскую Аляску

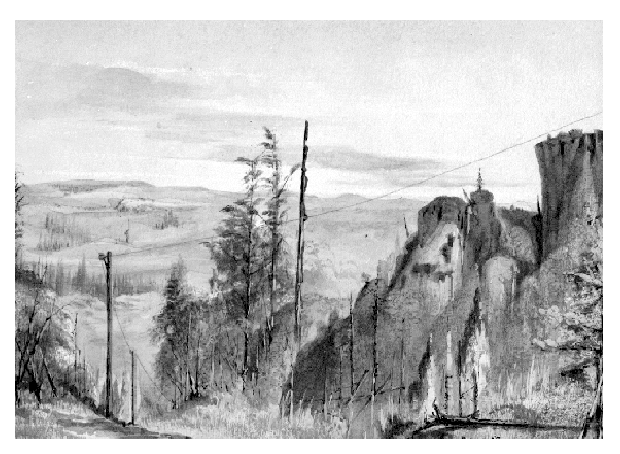

На территории Русской Аляски работы начались в 1865 году, но в конечном итоге прогресс был незначителен. Факторами, предопредилившими такой исход, являлись: суровый климат, труднопроходимая местность, плохое снабжение, а также задержки с прибытием новых рабочих. Тем не менее, предполагалось, что путь через Аляску будет пройден к осени 1866 года. Не дожидаясь весны, строительство линий продолжалось в течение зимы.
Многие из рабочих, нанятых компанией Western Union, были не приспособлены к суровым климатическим условиям зимы, что осложнило прокладку телеграфной сети.
Перед установкой телеграфных столбов приходилось разводить костры для прогревания почвы. Для транспортировки продовольствия рабочим бригадам использовались ездовые собаки.
В июле 1866 года было послано первое сообщение в Англию по проложенному Атлантическому кабелю. Но никто из работавших в проекте «Русско-американский телеграф» не был в курсе этих событий в течение всего следующего года. К тому времени уже была построена масса телеграфных станций, установлены тысячи столбов по всему пути в Русской Аляске. Несмотря на то, что удалось достичь очень многого в строительстве линии, в июле 1867 года проект был официально закрыт.

## Путь через Британскую Колумбию

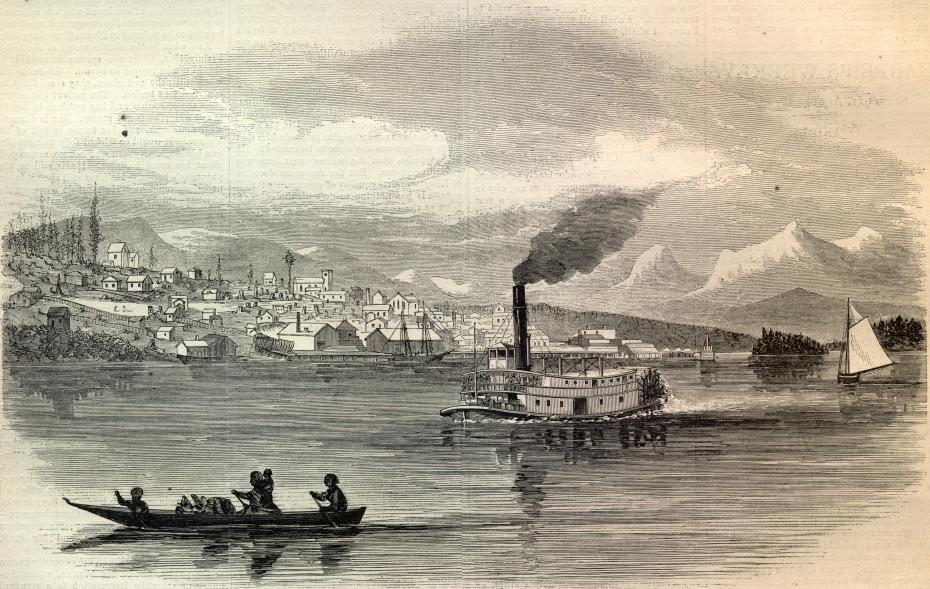
Нью-Вестминстер, Британская Колумбия в 1865 году

Когда завершенный сегмент телеграфной линии весной 1865 года достиг Нью-Вестминстера, Британская Колумбия, по нему было передано первое сообщение об убийстве Авраама Линкольна.
В мае 1865 года началось строительство линии от Нью-Вестминстера до Йеля и далее вдоль Карибу-роуд и от реки Фрейзер к Quesnel. Зима привела к прекращению строительства, но весной оно было возобновлено усилиями 150 рабочих, которые занимались сооружением линии на северо-западе от Quesnel.

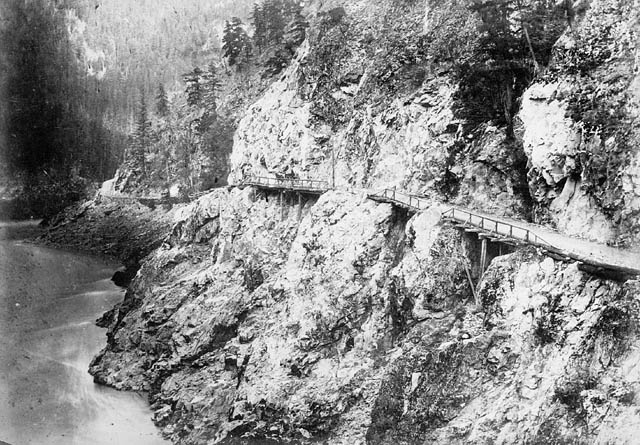
Участок дороги Карибу-роуд

В 1866 году работа продвигалась быстро, были построены 15 телеграфных пунктов и 400 миль линии от Quesnel до Kispiox и Бакли Риверз. Колесный пароход — Mumford — трижды в сезон курсировал вверх по реке Скина от Тихоокеанского побережья, успешно доставив 150 миль кабеля для телеграфой линии и 12 тысяч пайков для рабочих.
Линия прошла через Fort Fraser и достигла реки Скина, где было основано поселение Хейзелтон, когда стало известно, что компания Сайруса Филда 27 июля успешно завершила прокладку трансатлантического телеграфного кабеля.
27 февраля 1867 года строительство линии в Британской Колумбии было прекращено ибо проект сочли нецелесообразным.
Тем не менее в Британской Колумбии осталась работоспособная телеграфная сеть от Нью-Вестминстера до Quesnel, которая позже была расширена до Бейкервилля.
В дополнение ко всему, по завершении проекта было оставлено несметное количество материалов, которые были хорошим подарком для живших там аборигенов.
Последние, в свою очередь использовали их для сооружения мостовых переходов.
Полковник Балкли был крайне впечатлен «мостами», которые они построили рядом с поселением Хазелтон. Однако Балкли не позволял своим бригадам проходить по этим «мостам» до тех пор, пока они не были укреплены телеграфными кабелями.
После того как проект был приостановлен, аборигены построили второй мост из кабеля, оставленного компанией на месте строительства. Оба моста сочли чудесами инженерной мысли и признали их «одним из шедевров мостостроения».